# Stink-Täubling
Der Stink-Täubling (Russula foetens) ist ein Blätterpilz aus der Familie der Täublingsverwandten (Russulaceae). Der große Täubling hat einen braungelben, bei Feuchtigkeit sehr schleimigen und höckerig gefurchten Hut. Arttypisch und namengebend ist der starke, widerliche Geruch. Auch das lateinische Epitheton „foetens“ bedeutet stinkend. Die meist gesellig wachsenden Fruchtkörper erscheinen zwischen Juli und September in Laub- und Nadelwäldern. Der häufige Täubling stellt kaum Ansprüche an den Boden.

## Merkmale

### Makroskopische Merkmale

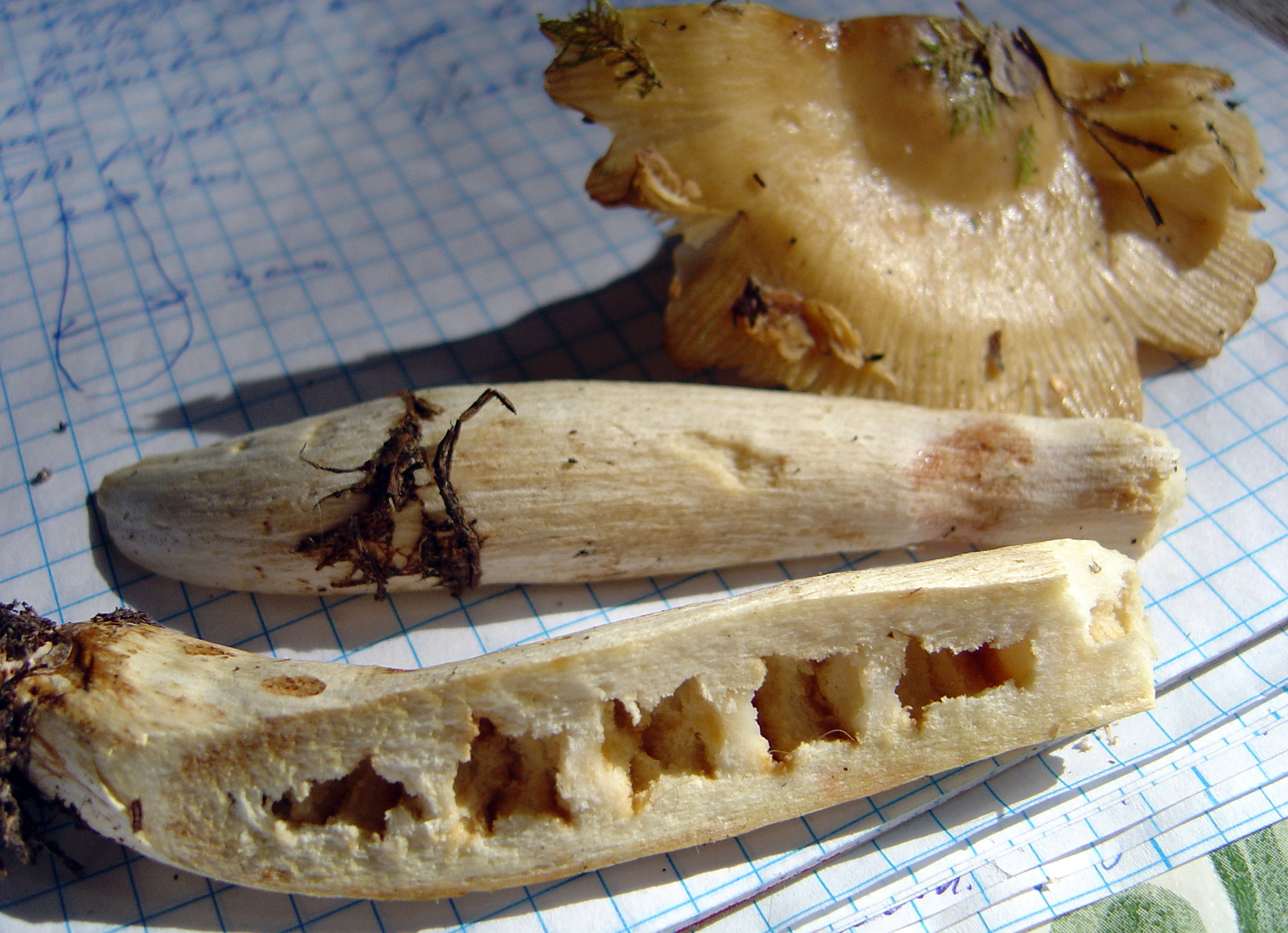
Ältere Fruchtkörper haben meist einen gekammert-hohlen Stiel, im Inneren kann das Stielfleisch rotbraun verfärbt sein.

Der Hut ist 7–12 (–15) cm breit. Beim jungen Pilz ist er kugelig, doch schon bald ist er gewölbt und am Ende flach ausgebreitet. Der Rand ist dann oft unregelmäßig verbogen. Manchmal kann die Mitte leicht niedergedrückt sein. Die Hutfarbe ist stumpf braun mit allen Farbabstufungen zwischen dunkel ocker-braun bis gelb-honigfarben. Der Hut ist relativ dickfleischig und fest. Bei feuchtem Wetter ist er ausgesprochen schmierig oder schleimig, bei Trockenheit klebrig. Typisch für den Pilz ist, dass der Hutrand deutlich höckerig gefurcht ist. Mitunter können die Fruchtkörper auch ausgereift noch halb im Erdboden stecken.
Die Lamellen sind am Stiel ausgebuchtet angewachsen. Sie sind von schmutzig cremefarbener bis blass gelblicher Farbe. Bei jungen Fruchtkörpern tränen sie oft, im Alter sind sie dann stark rostfleckig. Die Lamellen sind vergleichsweise schmal, etwa  6–10 mm breit. Sie sind sowohl mit Lamelletten untermischt, als auch gegabelt.
Der Stiel ist 5–12 cm hoch und 2–5 cm breit. Er hat etwa die gleiche Farbe wie die Lamellen, also schmutzig weiß bis lederfarben, seine Basis ist oft braunfleckig. Überhaupt neigt der Pilz bei Berührung zum Bräunen. Der Stiel ist zylindrisch, manchmal auch bauchig geformt und oft deformiert. Jung ist der Stiel hart und fest, er wird aber schon bald innen hohl.
Das Fleisch ist weiß und fest, aber sehr zerbrechlich. Es hat einen scharfen und meist auch widerlichen, bitter-öligen Geschmack. In den Lamellen ist der Pilz sehr scharf. Der Geruch ist stark und widerlich. Der Pilz riecht süßlich ölig-ranzig und teilweise auch fischartig. Das Sporenpulver ist weißlich bis cremefarben (IIb-c nach Romagnesi).

### Mikroskopische Merkmale
Die rundlich bis breit-elliptischen Sporen messen 7,5–10,1 –(11,5) × 6,6–9,1 µm. Der Q-Wert (Quotient aus Sporenlänge und -breite) ist 1,0–1,2; Das Sporenornament besteht aus isoliert stehenden, groben Warzen, die stellenweise undeutlich miteinander verbunden sein können. Die konischen und teilweise zugespitzten Warzen können bis zu 1,5 µm hoch werden. Der Apiculus misst 1–1,25 × 1–1,25 µm. Der oft undeutlich und nur wage ausgebildete Hilarfleck ist nur schwach amyloid.
Die viersporigen, keuligen Basidien messen 45–65 × 12–15 µm.
Die zahlreichen, spindeligen Cheilozystiden tragen an ihrer Spitze ein Anhängsel oder sind teilweise kopfig eingeschnürt. Sie messen 30–90 × 5–9 µm, während die ähnlichen, aber nicht so zahlreichen Pleurozystiden 55–135 × 10–14 µm messen. Alle Zystiden des Hymeniums färben sich mit Sulfobenzaldehydreagenzien deutlich an.
Die Hutdeckschicht besteht aus zylindrischen, teilweise welligen und verzweigten, 3–4,5 µm breiten Haaren, deren Enden abgerundet oder verjüngt sind. Die Hyphenwände der haarartigen Hyphen sind gelatinisiert. Daneben findet man pfriemförmige, seltener auch zylindrische, 3,5–7 µm breite Pileozystiden, die teilweise ein- oder zweifach septiert sein können. Sie haben in Sulfobenzaldehyd einen grauschwarzen, körnigen Inhalt, lassen sich aber laut Romagnesi mit Sulfovanillin nicht anfärben. Einige Hyphen enthalten intrazellulär ein gelbbraunes, körniges Pigment.

## Artabgrenzung
Sehr ähnlich ist der Gilbende Stink-Täubling (Russula subfoetens). Er unterscheidet sich hauptsächlich durch sein Vorkommen im Laubwald und gratig-netzig verbundene Stacheln auf den Sporen.
Der Mandel- (Russula grata) und der Morse-Täubling (Russula illota), die beide deutlich nach Bittermandeln riechen, sind ebenfalls ähnlich, werden aber meist nicht ganz so groß und kräftig.
Nahe verwandt sind außerdem zwei kleinere Täublinge, der Camembert-Täubling (Russula amoenolens) und der Kratzende Kamm-Täubling (Russula recondita). Bei beiden Arten ist der Hut scharfrandig und am Rand kammartig, höckerig gerieft. Der Hut des Camembert-Täublings ist aber eher graubraun bis umbrabraun gefärbt. Er hat einen typisch käseartigen Geruch und einen scharfen Geschmack. Der Kratzende Kamm-Täubling hat einen eher gelbbraunen Hut, einen säuerlich fruchtigen bis gummiartigen Geruch und schmeckt beinah mild. Nachdem man den Pilz eine Weile gekaut hat, verspürt man ein typisches Kratzen im Hals.

## Ökologie
Der Stink-Täubling ist wie alle Täublinge ein Mykorrhizapilz, der mit verschiedenen Laub- oder Nadelbäumen eine symbiontische Partnerschaft eingehen kann. Neben der Rotbuche ist die Fichte sein wichtigster Wirt. Er kann, wenn auch viel seltener, mit Eichen, Hainbuchen, Birken, Tannen, Eschen und anderen Laub- und Nadelbäume eine symbiontische Beziehung eingehen.
Man findet den Täubling vor allem in Buchen- und Buchenmischwäldern, besonders in Waldmeister-Buchenwäldern, Hainsimsen-Buchenwäldern und Buchen-Tannenwäldern, aber auch in Labkraut-Tannenwäldern auch in oder am Rand von Edelholz-Mischwäldern, ebenso in Eichen-Hainbuchenwälder, in mehr oder weniger bodensauren Eichen-Mischwäldern sowie in entsprechenden Fichten-Tannen- und Fichtenwäldern oder den entsprechenden Nadelforsten. Man kann ihn aber ebenso an grasigen Waldwegen, Waldrändern, auf Lichtungen und in Parkanlagen finden.
Der Täubling mag frische bis feuchte und mittelgründige Böden, er kommt aber auch auf mäßig trockenen oder wechseltrockenen Standorten vor. Er ist recht pH-tolerant, das heißt, er toleriert sowohl unterschiedlich saure wie alkalische Böden, die schwach bis mäßig nährstoffreich sein sollten. Der Stinktäubling kommt fast mit jeder Bodenart zurecht. Er wächst auf Braunlehmen, schweren tonigen bis sandigen oder anlehmigen, teilweise auch bereits padsolierten Braun- und Parabraunerden über Kalk, Mergel, Löß, Sand und verschiedenen Urgesteinen.
Die Fruchtkörper erscheinen oft gesellig zwischen Juli und Oktober mit einem Maximum im August. Man findet den Pilz vom Tiefland bis in das höhere Bergland hinein.

## Verbreitung

Europäische Länder mit Fundnachweisen des Stink-Täublings.
Legende:
Länder mit Fundmeldungen
Länder ohne Nachweise
keine Daten
außereuropäische Länder

Der Stink-Täubling ist eine holarktische Art, die fast über die gesamte nördliche Erdhalbkugel verbreitet ist. Er kommt in Nordasien (Kleinasien, Kaukasus, Kamtschatka, Nord- und Südkorea, die Mongolei, China und Japan), in Mittel- und Nordamerika (Kanada, USA, Mexiko und Costa Rica), in Nordafrika (Marokko, Algerien) und Europa vor. In Europa ist die Art submeridional bis boreal verbreitet. Im Süden kommt er von Spanien bis Rumänien vor. Im Westen findet man ihn in Frankreich, den Beneluxstaaten und Großbritannien nordwärts bis zu den Hebriden. Im Norden kommt der Täubling in Fennoskandinavien und auf Island vor und dringt im Osten bis nach Belarus vor.
In Deutschland ist die Art in allen Bundesländern verbreitet. Im Norden von der dänischen Grenze und den Nord- und Ostseeinseln bis zur Mittelgebirgsschwelle kommt die Art nur zerstreut vor, nach Süden hin kommt sie zunehmend häufiger vor. Südlich des Mains ist sie schließlich mäßig bis regional stark verbreitet.

## Systematik
Der Stink-Täubling ist die Typart der Untersektion Foetentinae, einer Gruppe von Täublingen mit braunen bis grauen, stark gefurchten Hüten und meist starkem, oft widerlichen Geruch, die auch phylogenetisch nahe verwandt sind.

## Verwendung
Aufgrund seines scharfen und widerwärtigen Geschmacks gilt der Stink-Täubling in den meisten Ländern als ungenießbar. In Russland dagegen, wo der Stink-Täubling den exklusiven Eigennamen „Waluj“ (russisch Валуй) hat, wird er wie alle scharf schmeckenden Täublingsarten nach mehrtägigem Wässern milchsauer eingelegt und problemlos verspeist. Durch solche Zubereitungsart verschwindet der ursprünglich unangenehme und scharfe Geschmack.